# 湖北美术馆
湖北美术馆位于中国湖北省武汉市，为国家重点美术馆。

## 历史沿革
2007年11月，湖北省艺术馆开馆。
2010年7月，更名为“湖北美术馆”。
2011年，被文化部评选为“国家重点美术馆”。